# 近野剣心
近野 剣心（ちかの けんしん、1983年9月5日 - ）は、日本のプロレスラー。

## 経歴
2008年、武藤塾番外編の新人オーディションに合格した後、DRAGON GATEに入門。12月22日、DRAGON GATEの若手興行「DRAGON GATE NEX」で近野健一として対藤田洋平戦でデビュー。
2009年1月25日、新木場1stRINGで開催されたDRAGON GATE特別大会において対藤田洋平戦で初勝利を挙げたことでKAMIKAZEに加入し、同時にリングネームを近野剣心に改名。2月1日、DRAGON GATE明石産業交流センター大会でDRAGON GATEに初登場。
2010年1月27日、DRAGON GATEを退団。
2013年12月15日、ダブプロレスに入団。
2018年11月1日、広島県広島市安佐北区にキックボクシングジム「CKジム」をオープン。
2019年12月22日、ダブプロレスマリーナホップ大会において、王者の谷嵜なおきを下しDOVE世界ヘビー級王座のベルトを獲得。
2022年6月1日、ファンの女性と結婚

## 得意技
ジャーマンスープレックス
腕ひしぎ逆十字固め
バズソーキック
仰向けになった相手の上半身を起こして相手の左側頭部を振り抜いた右足の甲で蹴り飛ばす。
トラースキック
各種キック

## タイトル歴
- DOVE世界ヘビー級王座
- DOVEタッグ王座
- アイアンマンヘビーメタル級王座